# ویتو دانکنا
ویتو دانکُنا (انگلیسی: Vito D'Ancona; ۱۲ اوت ۱۸۲۵ – ۹ ژانویهٔ ۱۸۸۴) از نقاشان گروه ماکیایولی اهل پادشاهی ایتالیا بود. او در خانواده ای یهودی و ثروتمند در پزارو به دنیا آمد.
دانکنا در ترسیم تک‌چهره به موفقیت دستیافت همچنین هنوز می‌توان رد برخی از منظره‌نگاری‌های او را نیز پیدا کرد. نقاشی زن بر روی مسیر آب (Woman at the Races) نشان از تأثیر از سبک ژاپنیسم است که در دورهٔ زندگی در پاریس در فاصلهٔ سال‌های ۱۸۶۷ تا ۱۸۷۴ بدست آمده بود.
در اثر سیفلیس سلامتی دانکا روز به روز بدتر شد تا اینکه در ۹ ژانویه ۱۸۸۴ در فلورانس درگذشت. امروزه آثار دانکنا در موزه اسرائیل در اورشلیم و موزه ملی هنرهای معاصر رم یافت می‌شود.